# Gasilska cesta
Gasilska cesta je ena izmed cest v Spodnji Šiški (Mestna občina Ljubljana).

## Poimenovanje
Cesta je bila uradno poimenovana 16. junija 1902 in sicer po gasilskem domu Gasilskega društva Spodnja Šiška.

## Urbanizem
Prične se na križišču s Celovško cesto in Tržno ulico, medtem ko se konča v križišču s Kavškovo ulico.